# Abschleppachse
Eine Abschleppachse (auch Abschlepphund genannt) ist eine Sonderform des Anhängers, die verwendet wird, um ein leichtes Kraftfahrzeug abzuschleppen.

## Aufbau
Die Abschleppachse ist ein meist sehr schmalspuriger, einachsiger Anhänger ohne Plattform. Mittig über der Achse ist eine drehbar gelagerte Traverse montiert, deren Enden so ausgeformt sind (z. B. Mulden oder ein rechteckiger Rohrrahmen), dass sie als Aufnahme und Fixierung der Räder einer Achse eines (abzuschleppenden) Fahrzeuges dienen können.

## Funktion und Verwendung
Durch diese Abschleppvorrichtung sind das ziehende und das gezogene Fahrzeug mittels der Zugdeichsel des Anhängers miteinander verbunden. Durch diese Bauart wird das gezogene Fahrzeug durch Einhängen der beiden Vorderräder auf feste Distanz zum Vorderwagen gehalten. Bei Erfordernis können statt der Vorderräder die Hinterräder eingehängt werden. In dem Fall muss aber die Lenkung fixiert werden (hohe Gefahr eines unkontrollierten Schlingerns des abgeschleppten Fahrzeuges).
Im Gegensatz zum Abschleppseil und zur Abschleppstange müssen bei Verwendung einer Abschleppachse weder die Bremsen noch die Lenkung des zu ziehenden Fahrzeugs intakt sein.

## Rechtslage
In Deutschland ist die Abschleppachse als Abschlepphilfe zulassungsfrei, somit nicht zugelassen für den Fahrzeugtransport über längere Strecken, sondern nur als Notmaßnahme im Falle des Liegenbleibens bis zur nächsten geeigneten Werkstatt. Andernfalls werden zusätzliche technische Maßnahmen am Anhänger notwendig sowie erweiterte Führerscheinpflichten für den Fahrer des ziehenden Fahrzeuges.
Zu beachten ist die geänderte StVZO vom Januar 2010 (Wegfall des § 18). In Österreich ist eine Abschleppachse in unbeladenem Zustand wie ein Anhänger zu behandeln – das bedeutet, dass sie entweder ein eigenes Kennzeichen benötigt und Haftpflichtversicherung zu bezahlen ist, oder dass sie ein nicht zum Verkehr zugelassener Anhänger ist und damit nur maximal 10 km/h gefahren werden darf.